# 捕繩術

捕繩術

捕繩術（日语：／）是日本武術的一種，是關於如何使用繩捕縛敵人的技術，有時爲了防止敵人使用“破繩術”逃脫，會在繩子兩端綁上鐵鉤或鐵環。

## 歷史
捕繩術實際上是江戶時代捕手術的一個環節，各地有不同流派。明治維新後被警察機構採用，昭和時代因手銬的普及而漸漸失傳。